# Nganʼgityemerri
Nganʼgityemerri (zkracováno též jako: nganʼgi) je australský domorodý jazyk, který se používá v regionu Daly na severu Austrálie (v Severním teritoriu). Má tři hlavní dialekty, které se někdy považují za samostatné jazyky: nganʼgikurunggurr, ngenʼgiwumirri a nganʼgimerri. Počet mluvčích nganʼgi se odhaduje na 150-200 ale počet rodilých mluvčích, kteří jazyk běžně používají se odhaduje jen na 26. Většina mluvčích žije v obcích Nauiyu, Peppimenarti a Wudigapildhiyerr.
Nganʼgi se řadí do malé jazykové rodiny jižních dalyjských jazyků, do které patří kromě nganʼgi pouze jeden další jazyk: murrinh-patha. Je to druhá největší jazyková rodina australských domorodých jazyků, ale existenci této jazykové rodiny neuznávají všichni lingvisté.

## Ukázka
Tři věty v nganʼgi a český překlad:
- Wawulmen dede wuni Ridgedale nide ngadde wapup (Žila jsem se svým manželem na Ridgedaleově farmě)
- Nyin kana ngerrme pul ngaddi (V reakci na ty zprávy jsme to umyli)
- Fill 'im up ngirrme nyin peyik nide wakay (Zabalili jsme je do tašek)